# Joan Sala i Ferrer
Joan Sala i Ferrer, conocido también como Serrallonga (Viladrau, Gerona, 21 de abril de 1594-Barcelona, 8 de enero de 1634), fue un bandolero español que actuó principalmente en la  sierra de las Guillerías. Su vida después de muerto fue fantaseada y en un breve período ya formó parte de los mitos populares y sus aventuras cantadas de pueblo en pueblo. Autores como Antonio Coello, Francisco de Rojas Zorrilla, o Luis Vélez de Guevara escribieron sobre él. Es de destacar que más de dos siglos después de su muerte, en 1863, Víctor Balaguer escribió un drama y posteriormente una novela con el mismo título, Don Joan de Serrallonga. Ya en el siglo XX el maestro Enric Morera estrenó una ópera inspirada en Serallonga. La cultura popular ha hecho llegar hasta el presente un baile popular sobre la vida y la muerte de este bandolero, que aún se representa en algunos lugares de Cataluña.

## Biografía
Hijo del nyerro Joan Sala y de Joana Ferrer, nació en la masía La Sala de Viladrau. A los cuatro años, el 18 de enero de 1598, quedó huérfano al morir su madre, y su padre y su hermano Antoni hicieron una boda doble con Margarita y Elisabet, hermanas de la masía Riera de Tona, con lo que fueron suegra y nuera la una de la otra. Trabajó en Can Tarrés en San Hilario Sacalm, lo que le dio la oportunidad de conocer a Margarida Tallades i Serrallonga, la heredera de la masía Serrallonga de Querós, a unos 17 km de San Hilario. Joan y Margarida se casaron más adelante en la iglesia de Sant Martí de Querós y tuvieron cinco hijos, Elisabet y Antoni, Mariana, Josep Baltasar e Isidre.
En 1627, perseguido por los soldados de Felipe IV, huyó un año a Francia con la ayuda de muchos catalanes, ya que sus asaltos a los carruajes reales que recaudaban los impuestos despertaban mucha simpatía. 
Fue capturado en Can Agustí, en Santa Coloma de Farnés, por soldados del Duque de Cardona, Virrey de Cataluña. En Puig de la Força se encuentran los restos de un antiguo castillo y una cámara enterrada y oscura, donde dicen que Serrallonga escondía a las víctimas de sus secuestros. 
Tras ser capturado fue encarcelado en las mazmorras del Castillo de Savassona, donde fue sometido a torturas durante varios meses, y 
posteriormente fue ejecutado en la horca entre los días 8 y 10 de enero de 1634 en Barcelona, según diversas fuentes.

## Robos

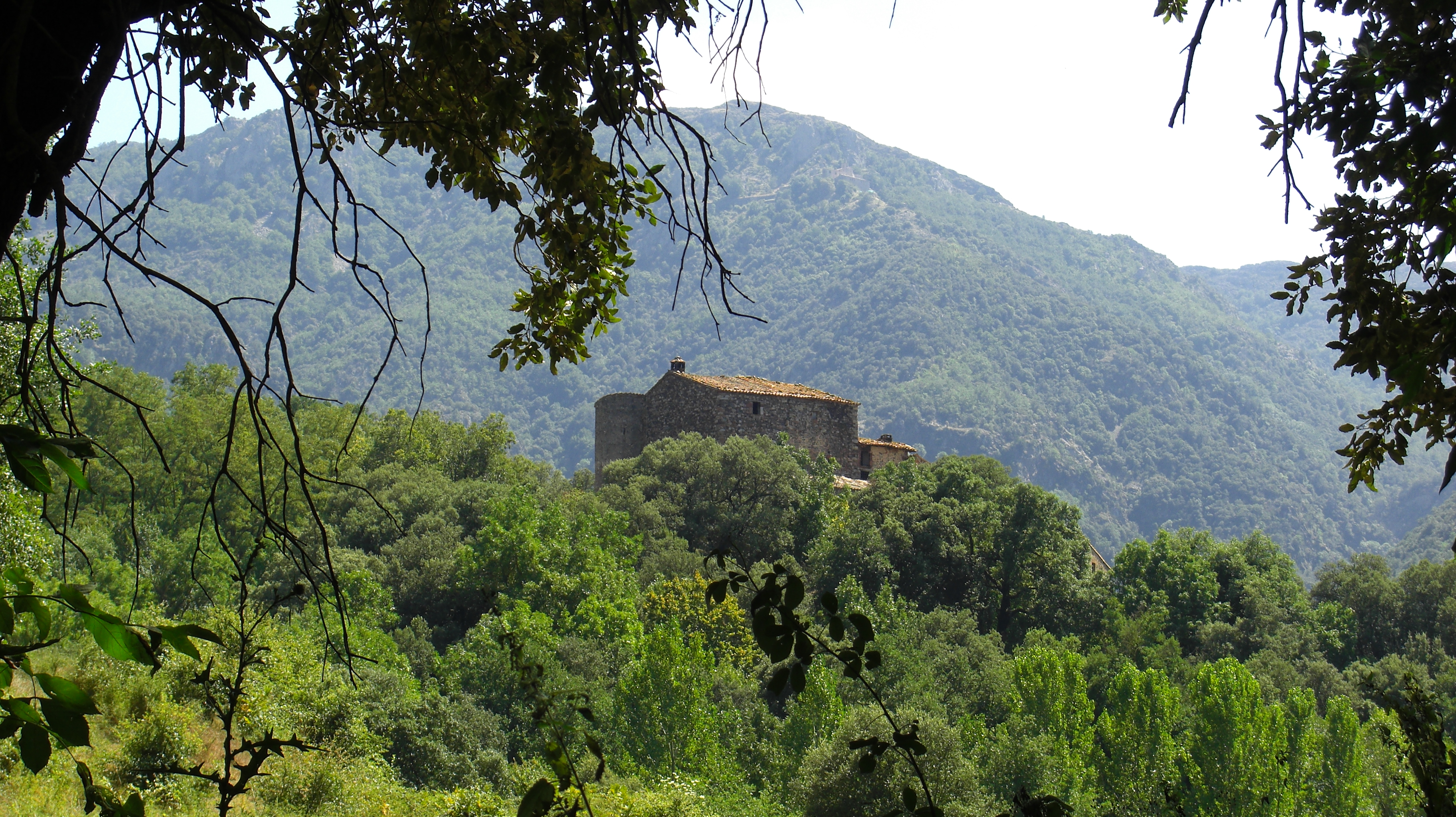
Masía La Sala, casa natal de Serrallonga, en Viladrau

- Masía Seguer de Jafre (Bajo Ampurdán). Serrallonga asaltó la masía el 15 de febrero de 1623. Para ello contó con la ayuda de los hermanos Borrullet, uno de los que había sido ermitaño del Santuario de la Fontsanta, vecinos de Jafre que, más tarde, fueron ahorcados en Verges.
- Masía Boada de Salitja.
- Masía Rebronet de les Planes (intento frustrado).
- Robo de la posta con dinero del Estado, febrero de 1628.

## Bandoleros de la banda de Serrallonga
- Tallaferro
- Toca-son
- Petit Comí
- Xafarroques
- El Fadrí de Sau
- L'Hereu Puig de la Vall
- Negre 'Sin derechos'
- Vermell
- Verd

## Leyenda
El imaginario popular deformó la figura de Serrallonga y lo llenó de virtudes y compromisos que no había adquirido a lo largo de la vida. Asegura la leyenda que:
- Robaba a los ricos para repartir entre los pobres.
- Rescató a su amada de los nyerros.

## Uso del nombre por parte de Tsunami Democratic
En 2019 la organización independentista catalana Tsunami Democratic utilizó el nombre "S3rrallonga" para movilizar gente.